# Las Brisas del Huayate
Las Brisas del Huayate är en ort i Mexiko.   Den ligger i kommunen Huixtla och delstaten Chiapas, i den sydöstra delen av landet, 800 km sydost om huvudstaden Mexico City. Las Brisas del Huayate ligger 11 meter över havet och antalet invånare är 177.
Terrängen runt Las Brisas del Huayate är mycket platt. Havet är nära Las Brisas del Huayate åt sydväst. Runt Las Brisas del Huayate är det ganska glesbefolkat, med 34 invånare per kvadratkilometer. Närmaste större samhälle är Francisco I. Madero, 19,8 km öster om Las Brisas del Huayate. 